# Thomas Parr

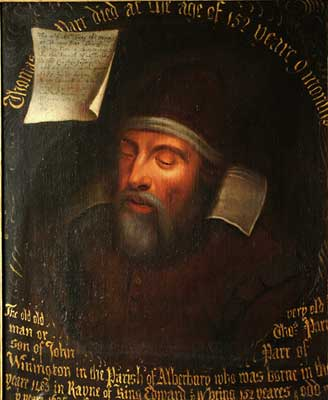
Thomas Parr

Thomas Parr (ur. jakoby w 1483, zm. 14 listopada 1635 w Londynie) – Anglik, w tradycji angielskiej znany jako Old Parr lub Old Tom Parr. Rzekomo miał dożyć wieku 152 lat.
Według wiary współczesnych mu osób miał urodzić się w 1483 w okolicach Shrewsbury i około 1500 wstąpić do armii. Aż do 80. roku życia pozostawał w stanie bezżennym. Jako receptę na długowieczność podawał dietę wegetariańską oraz wysoką moralność – chociaż w wieku 100 lat miał zostać ojcem pozamałżeńskiego dziecka.
W 1635 starzec został sprowadzony przez Thomasa Arundela na dwór królewski i przedstawiony królowi Karolowi I. Zapytany o sposób na długie życie Parr miał odpowiedzieć, że jest najstarszym człowiekiem na świecie, który odbył pokutę i temu zawdzięcza niezwykłą łaskę Boga. Traktowany w Londynie jako swoisty fenomen, nie przeżył zmiany klimatu i sposobu odżywiania. Wkrótce zmarł i na życzenie króla został pochowany w opactwie Westminster 15 listopada 1635.
Poeta John Taylor poświęcił Parrowi poemat The Old, Old, Very Old Man or the Age and Long Life of Thomas Parr (1635). Autopsji zwłok dokonał słynny lekarz William Harvey, odkrywca krwiobiegu. Imię Parra nosi jeden z gatunków whisky.
Fenomen Parra wynika prawdopodobnie z pomylenia dwóch osób – dziadka i wnuka. Stan zdrowia Parra w 1635 – widoczna starość, ślepota – pozwala jednak przypuszczać, że faktycznie żył długo, niewykluczone że ponad 100 lat.